# 扎斯塔瓦M85卡賓槍
扎斯塔瓦M85（塞爾維亞語：Застава М85）是由南斯拉夫（現在是塞爾維亞）軍械廠扎斯塔瓦武器公司（Zastava Arms）所研製及生產的短管突擊步槍，為扎斯塔瓦M90的縮短版，類似於前蘇聯的AKS-74U。

## 設計
扎斯塔瓦M85是扎斯塔瓦M90突擊步槍的縮短版，該槍採用AK系統的長行程導氣式活塞及轉拴式槍栓運作，並能夠選擇半自動射擊及全自動射擊。該卡賓槍發射北約的5.56×45毫米小口徑步槍彈，有別於其他南斯拉夫AK步槍（如扎斯塔瓦M70）使用的7.62×39毫米步槍彈。另外，其槍口上的喇叭形消焰器是仿自AKS-74U，而其伸縮式槍托則是仿自AKMS。

## 使用國
- 塞爾維亞

### 前使用國
- 南斯拉夫联盟共和国

## 另見
- AKS-74U
- 扎斯塔瓦M90
- 扎斯塔瓦M92

## 外部連結
- Zastava Arms官網 （页面存档备份，存于）